# Werner (Salier)
Werner V., auch Wernher, Graf im Nahegau, Speyergau und Wormsgau, ist der erste historisch fassbare Salier.
Über seine Lebensdaten und verwandtschaftlichen Beziehungen gehen die Annahmen allerdings weit auseinander. Folgende Theorien finden sich in der Literatur:
| Lebensdaten        | Verwandtschaftl. Einordnung | Referenz           |
| ------------------ | --- | ------------------ |
| * um 899, † um 935 | Sohn des Grafen Werner IV., († wohl vor 891 ?) im Wormsgau und einer namentlich unbekannten Schwester König Konrads I.                                                 | Andreas Thiele     |
| † nach 935         | Gehört aus genealogischen Gründen zwischen Werner IV. und Konrad den Roten. Seine Frau könnte sein: Hicha von Schwaben, († nach 950), Tochter des Herzogs Burchard II. | Rüdiger Barth      |
| † wohl 920         | Ehemann einer namentlich nicht bekannten Konradinerin und als Vater von Konrad dem Roten.                                                                              | Detlev Schwennicke |

Anfang des 10. Jahrhunderts versuchte Graf Werner auf Kosten der Kirche sein Territorium zu erweitern. Im Verlauf der daraus resultierenden Auseinandersetzungen mit dem Bistum Speyer ließ er 913 Bischof Einhard I. blenden, woran dieser starb. Auch im Remigiusland bei Kusel agierte er ähnlich mit Besitztümern des Erzbistums Reims. Der gewaltsame Tod des Speyerer Oberhirten wurde drei Jahre später auf der Synode von Hohenaltheim durch Bischof Richowo von Worms im Auftrag des päpstlichen Legaten Petrus von Orte untersucht.